# Yumenguan
Der Yumenguan oder "Jadetor-Pass" (chinesisch 玉門關 / 玉门关, Pinyin Yùmén Guān, englisch Jade Gate oder Pass of the Jade Gate) ist der Name eines 1130 m hohen Gebirgspasses westlich von Dunhuang in der heutigen Provinz Gansu, China. In alter Zeit führte die Seidenstraße über ihn. Er verband Zentralasien und China und markiert die Grenze zwischen dem Hexi-Korridor oder Gansu-Korridor im Osten sowie Xinjiang mit dem Tarimbecken und der Dsungarei im Westen.
Yumenguan darf nicht mit der Stadt Yumen (玉门 – „Jadetor“) in Gansu, China, verwechselt werden. Obwohl beide in der bezirksfreien Stadt Jiuquan der Provinz Gansu liegen, befindet sich der Yumenguan ca. 400 km westlich des Namensvetters.
Der Yumenguan (Pass) und die Signalfeuertürme entlang der Großen Mauer stehen seit 1988 auf der Liste der Denkmäler der Volksrepublik China (3-210) und ist seit 2014 Bestandteil der UNESCO-Welterbestätte mit dem Titel Seidenstraßen: das Straßennetzwerk des Chang'an-Tianshan-Korridors.

## Galerie

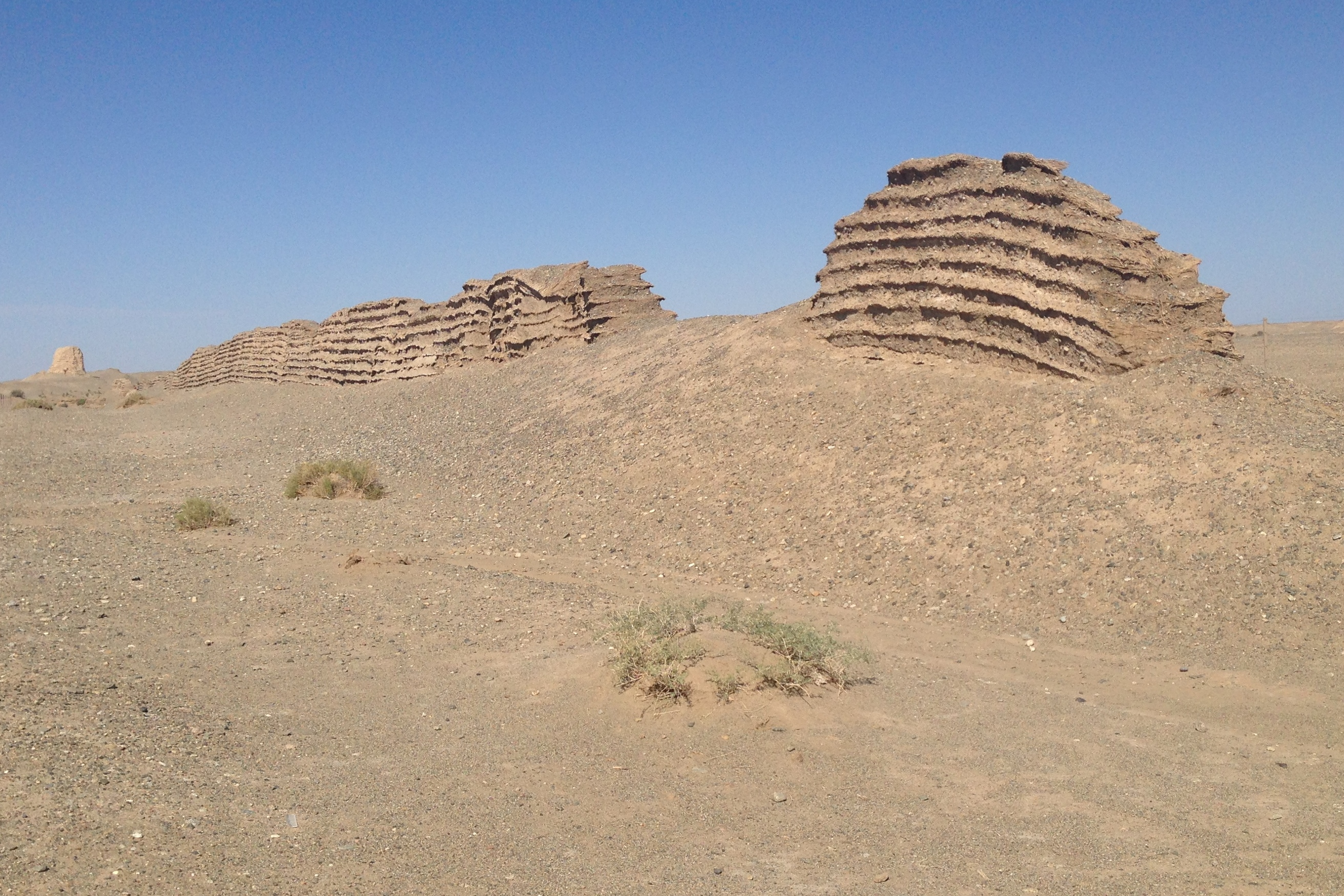
Chinesische Mauer nahe Yumenguan
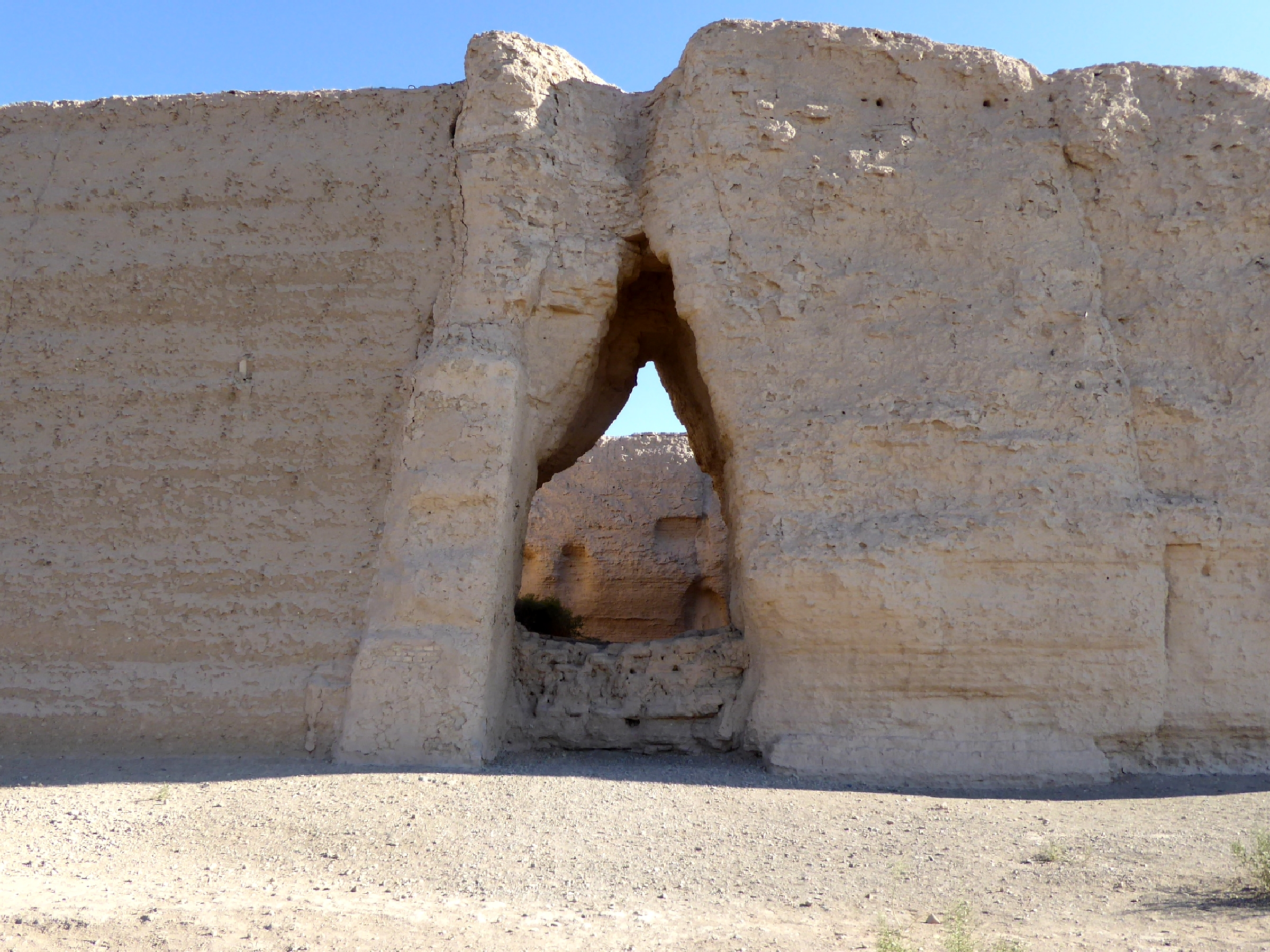
Der letzte Kontrollposten auf der Seidenstraße auf Chinas Seite